# Heather Graham Pozzessere
Heather Graham Pozzessere (Contea di Miami-Dade, 15 marzo 1953) è una scrittrice statunitense.
È autrice principalmente di romanzi rosa. Parte della sua produzione letteraria è stata pubblicata sotto il nome di Heather Graham (il suo nome da nubile) o sotto lo pseudonimo Shannon Drake. Ha scritto più di 150 romanzi e novelle, ha pubblicato più di 75 milioni di copie tradotte in 25 lingue.

## Biografia
Nata Heather Graham il 15 marzo 1953, è cresciuta nella contea di Miami-Dade, in Florida. Ha sposato Dennis Pozzessere poco dopo il diploma di scuola superiore. Dopo il liceo, ha proseguito e ha conseguito una laurea in arti teatrali presso la University of South Florida. Ha trascorso diversi anni dopo aver lavorato a teatro, cantando nei cori e facendo il barista. Dopo la nascita del terzo figlio, Pozzessere decise che non poteva più permettersi di andare a lavorare. Scelse di rimanere a casa e, per riempire il suo tempo, iniziò a scrivere storie dell'orrore e romanzi. Dopo due anni, nel 1982, vendette il suo primo romanzo, When Next We Love.
Da allora, ha scritto più di 100 romanzi e novelle. Questi romanzi coprono la gamma del genere romantico, dalla narrativa storica e dalla suspense romantica ai viaggi nel tempo, alla narrativa sui vampiri e alle storie di Natale. È stata l'autrice del lancio per la linea Ecstasy Supreme di Dell, la linea Shadows di Silhouette e per il marchio mainstream di Harlequin, Mira Books.
Romance Writers of America le ha conferito il premio alla carriera nel 2003. È membro di Mystery Writers of America, International Thriller Writers e Novelists Inc, l'Horror Writers Association (di cui è ex vicepresidente) e ha ricevuto il Silver Bullet di Thriller Writer per iniziative di beneficenza. 
Pozzessere è uno dei fondatori della sezione in Florida dei Romance Writers of America e dal 1999 ospita l'annuale Romantic Times Vampire Ball per beneficenza. Nel 2006, ha ospitato i primi Writers for New Orleans in occasione del Labor Day, con workshop e una cena-evento teatrale a beneficio della città e delle biblioteche. Il Labor Day del 2007 lo ha reso un evento annuale. È la fondatrice dei giocatori di Slushpile e della band Slushpile. 

## Opere (parziali)
Alcuni suoi romanzi sono stati pubblicati in italiano nelle collane I nuovi bestsellers e I nuovi bestsellers Special:
- Alta società (Slow Burn)
- Codice blackbird (Night of the Blackbird)
- Delitto perfetto (Never Sleep with Strangers)
- Hurricane Bay (Hurricane Bay)
- La voce del mare (Eyes of Fire)
- Omicidio a passo di danza (Dead on the Dance Floor)
- Realtà invisibile (If Looks Could Kill)
- Set di paura (Killing Kelly)
- Sull'isola (The Island)